# Parys Filippi

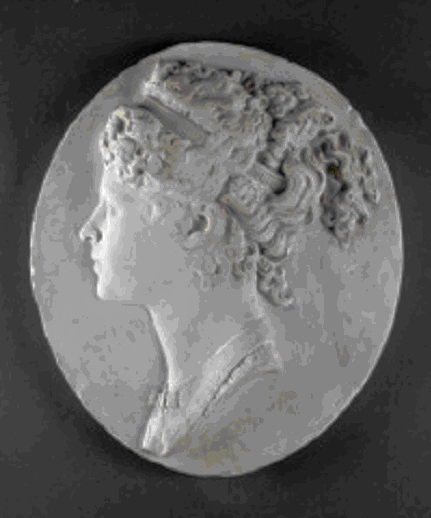
Portret żony

Parys Filippi (ur. 1836 w Krakowie, zm. 7 grudnia 1874 w Warszawie) – polski rzeźbiarz, syn pochodzącego z Włoch rzeźbiarza i sztukatora Paolo Filippiego.

## Nauka i działalność artystyczna w Krakowie
W latach 1855–1858 kształcił się w Szkole Sztuk Pięknych w Krakowie pod kierunkiem Henryka Kossowskiego. Następnie jako stypendysta Miasta Krakowa udał się wraz z Janem Matejką do monachijskiej Akademii Sztuk Pięknych (Akademie der Bildenden Künste München). Z numerem immatrykulacyjnym 1557 rozpoczął roczne studia w Monachium 04.01.1859 r. w klasie rzeźby. Po powrocie do Krakowa w 1860 r. otworzył pracownię rzeźbiarską w refektarzu klasztoru OO. Franciszkanów, która stanowiła punkt spotkań dla młodych twórców m.in. M. Bałuckiego, K. Chłędowskiego, F. Cynka, A. Grottgera, L. Kubali, J. Matejki, K. Szujskiego. Pracownia Filippiego była równocześnie miejscem spotkań tzw. przedburzowców, czyli artystów, pisarzy, młodzieży, przygotowujących się do powstania styczniowego.
Do artystycznych dokonań Filippiego w Krakowie należą m.in.:
- 1858: Apostołowie święci Piotr i Paweł, rzeźba przeznaczona do kościoła św. Mikołaja w Krakowie
- 1857: Chrystów Pan kuszony przez faryzeuszów, płaskorzeźba, gips
- 1859: Portret mężczyzny, medalion
- 1861: Matka Boska Niepokalanego Poczęcia, kamienny posąg na fasadzie kościoła Bernardynów w Krakowie
- 1863: Niewiasta nad zamordowanym dzieckiem, gips
- 1863: Popiersia członków rodziny Sapiehów do zamku w Krasiczynie
- 1863: Popiersia członków rodziny Potockich do zamku w Łańcucie
- 1865: Król Jan III, gipsowy posąg dla Żółkwi

Ponadto Filippi wykonał również grobowiec rodzinny Stadnickich, popiersia gipsowe T. Kościuszki i J. Słowackiego, serię złożoną z 9 popiersi królów polskich na podstawie nagrobków w katedrze na Wawelu dla Towarzystwa Naukowego. W 1864 r. Filippi restaurował XVIII wieczny nagrobek kardynała J.A. Lipskiego w kaplicy Lipskich na Wawelu, a w 1865 r. dokończył i ustawił pomnik nagrobny gen J.Z. Skrzyneckiego dłuta W. Oleszczyńskiego w kaplicy Ligęzów przy kościele Dominikanów w Krakowie.

## Działalność we Lwowie
W roku 1866 Filippi przeniósł się do Lwowa, gdzie uchodził za cenionego i wpływowego artystę. W swojej pracowni koło kościoła Karmelitów rozpoczął działalność pedagogiczną kształcąc wielu późniejszych zwolenników nurtu romantycznego. Skupił wówczas wokół siebie artystyczno-dyskusyjny krąg, do którego należeli: Tadeusz Barącz, Tadeusz Błotnicki, Tomasz Dykas, Władysław Gawliński, Edmund Jaskólski, Stefan Jarzymowski, Antoni Kurzawa, Julian Markowski, Tadeusz Wiśniowiecki, Kazimierz Witold Ostrowski, Jan Bębnowicz, Karol Maszkowski, Wanda Monne-Młodnicka, Antoni Madeyski. W latach 1866-67 był członkiem komisji artystycznej Towarzystwa Przyjaciół Sztuk Pięknych we Lwowie i uczestniczył w wystawach tego Towarzystwa, przedstawiając głównie portrety wybitnych mieszkańców Lwowa. Tworzył głównie popiersia i medaliony portretowe. Z medalionów wykonywał odlewy gipsowe, które cieszyły się wielkim powodzeniem. 
Stworzył wiele nagrobków na Cmentarzu Łyczakowskim, m.in. nagrobek Artura Grottgera. Zajmował się też konserwacją rzeźby. 
W latach 1862–1867 prowadził prace renowacyjne w kościele farnym w Żółkwi, gdzie odnowił nagrobki Jakuba Sobieskiego i Stanisława Daniłłowicza, oraz wykonał epitafia królewiczów Jakuba Ludwika i Konstantego Sobieskich. W latach 1867–1870 odnowił renesansowe nagrobki w kościele OO. Dominikanów we Lwowie. Znaczna część jego dzieł nie została zwrócona po wojnie prawowitym właścicielom i obecnie znajduje się wraz z innymi obiektami spuścizny kultury polskiej w zbiorach Lwowskiej Galerii Sztuki.
Do artystycznych dokonań Filippiego we Lwowie należą m.in.:
- Popiersia: Narcyzy Żmichowskiej, gen. J. Hauke-Bosaka, Aleksandra Fredry, Artura Grottgera, Jana Nepomucena Kamińskiego, Karola Libelta, Kornela Ujejskiego, Heleny Modrzejewskiej, Stanisława Pilata i.in.
- Pomniki: Stanisława Skarbka (foyer Teatru Miejskiego we Lwowie), Stanisława Piłata (kościół Bernardynów), gen. J. Dwernickiego (kościół Karmelitów), Artura Grottgera (kościół Dominikanów)
- Pomniki na Cmentarzu Łyczakowskim: na grobie Artura Grottgera; na mogile rodziny generała wojsk polskich Józefa Miączyńskiego (zachowała się jedynie figura śpiącej kobiety); na grobie Ksawerego i Anieli Grabińskich; nagrobek  Karola Szajnochy (wspólne dzieło Filippiego i Henryka Periera); na grobie Jakuba Wagenhubera; nagrobek Dziuni (nazwisko nieznane, pomnik się nie zachował).

Filippi zginął śmiercią tragiczną podczas wykonywania prac konserwatorskich w Warszawie. Pozostawił trójkę dzieci i ciężarną żonę.